# Bossier City
Bossier City é uma cidade localizada no estado americano de Luisiana, na Paróquia de Bossier. A cidade foi fundada em década de 1830, e incorporada em 1950.

## Demografia
Em 1980, a população da cidade foi estimada em 49 969 habitantes, e em 1990, em 52 721 habitantes. Segundo o censo americano de 2000, a sua população era de 56.461 habitantes. 
Em 2006, foi estimada uma população de 61.306, um aumento de 4845 (8.6%).

## Geografia
De acordo com o United States Census Bureau tem uma área de 
107,8 km², dos quais 105,8 km² cobertos por terra e 2,0 km² cobertos por água. Bossier City localiza-se a aproximadamente 52 m acima do nível do mar.

## Localidades na vizinhança
O diagrama seguinte representa as localidades num raio de 20 km ao redor de Bossier City. 